# Edna Bay (Alaska)
Edna Bay es un lugar designado por el censo situado en el área censal de Príncipe de Gales–Hyder en el estado estadounidense de Alaska. Según el censo de 2010 tenía una población de 42 habitantes.

## Demografía
Según el censo de 2010, Edna Bay tenía una población en la que el 97,6% eran blancos, 2,4% afroamericanos, 0,0% amerindios, 0,0% asiáticos, 0,0% isleños del Pacífico, el 0,0% de otras etnias, y el 0,0% pertenecían a dos o más razas. Del total de la población el 0,0% eran hispanos o latinos de cualquier etnia.

## Localidades adyacentes
El siguiente diagrama muestra a las localidades más próximas a Edna Bay.